# Kirche des heiligen Simon und der heiligen Helena

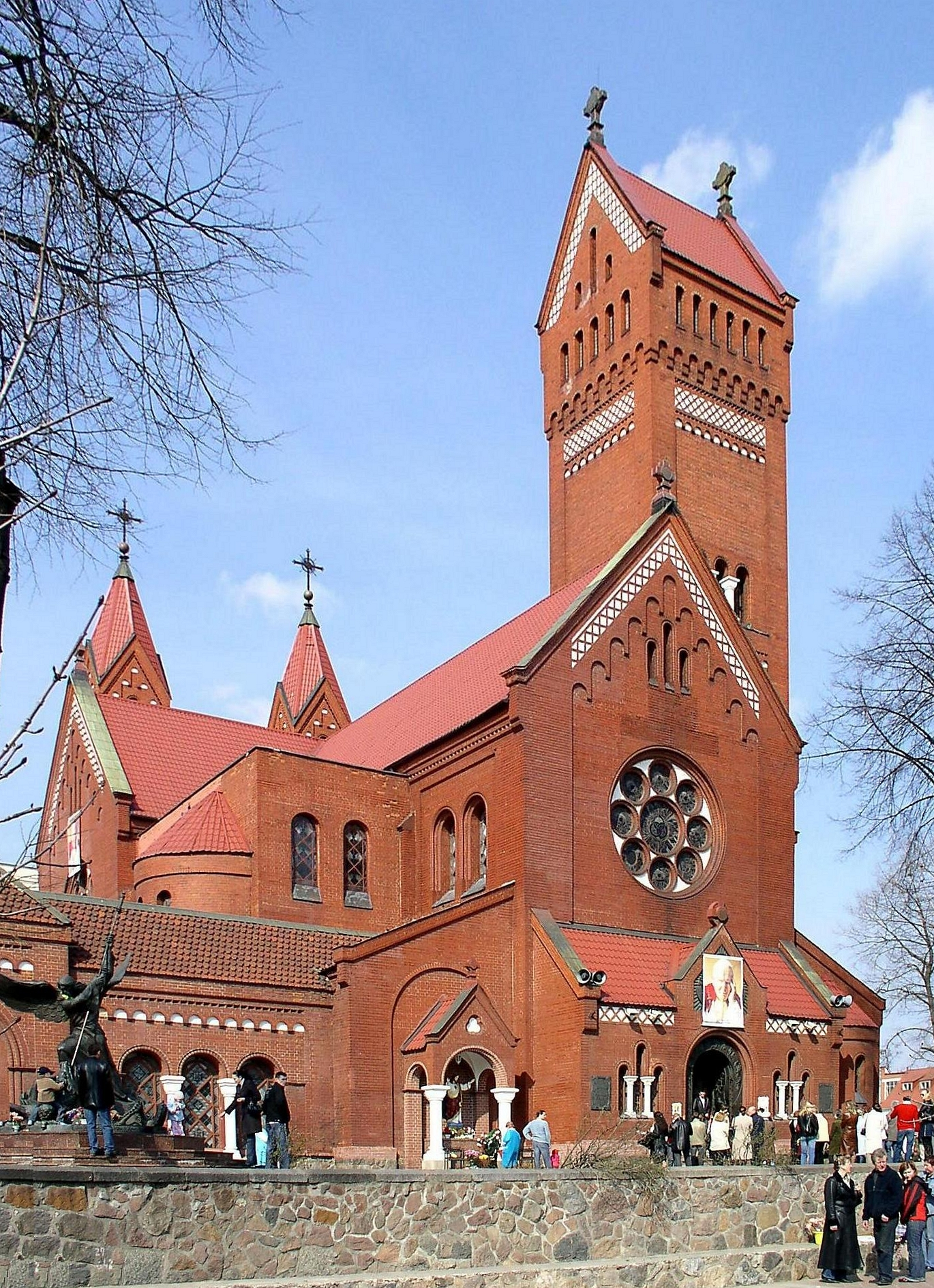
Kirche des heiligen Simon und der heiligen Helena

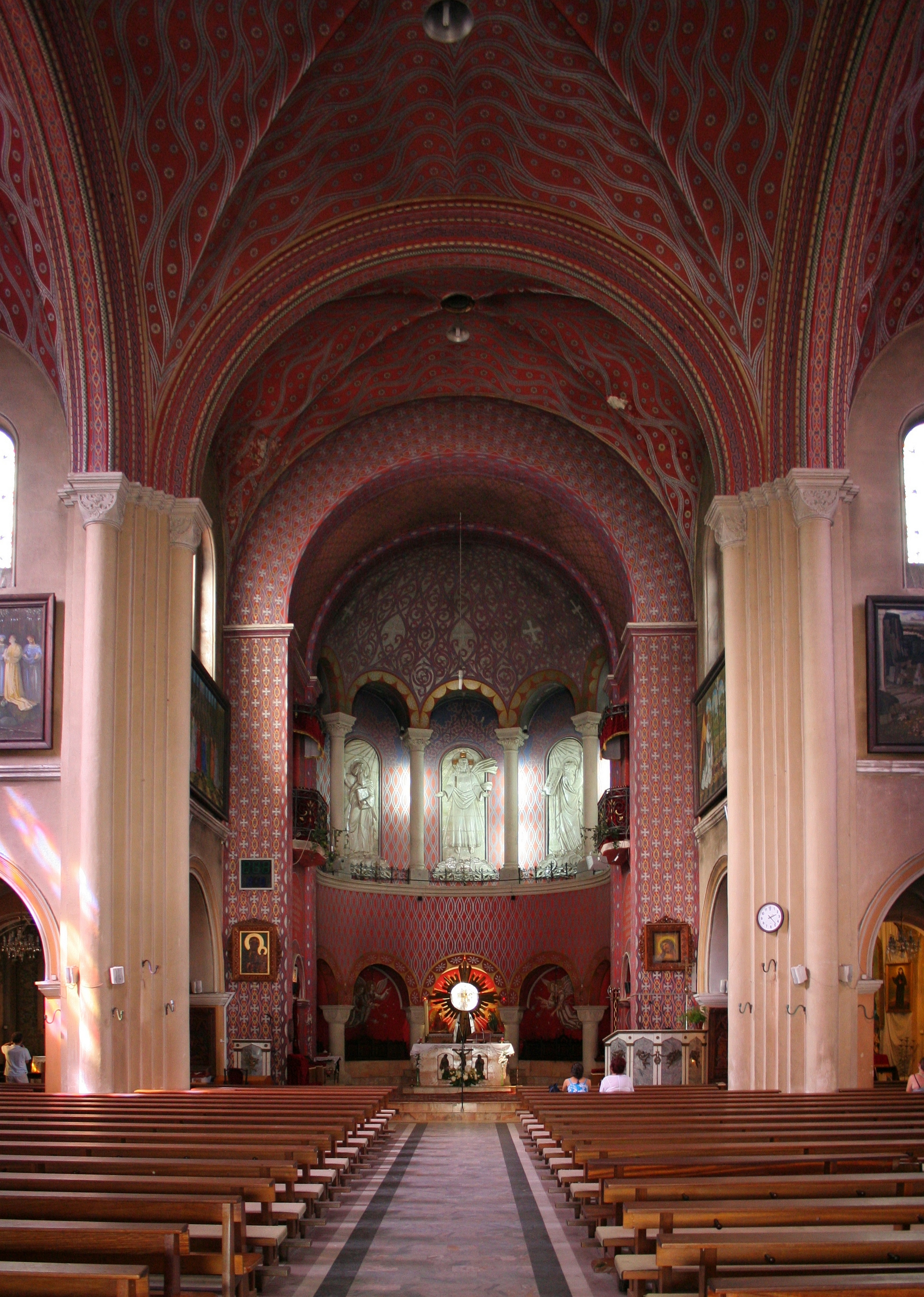
Innenraum

Die römisch-katholische Kirche des heiligen Symeon und der heiligen Helena in der belarussischen Hauptstadt Minsk – auch bekannt als Rote Kirche – ist eine neuromanische rote Backsteinkirche. Sie liegt im Zentrum der Stadt in direkter Nachbarschaft zum Unabhängigkeitsplatz und ist eines der meistfotografierten Gebäude der Stadt und damit eines ihrer Wahrzeichen.

## Geschichte
Die Kirche wurde 1906 bis 1910 unter finanzieller Unterstützung des Adligen Edward Woyniłłowicz erbaut. Der architektonische Entwurf geht auf Tomasz Pajzderski aus Warschau zurück. Der Name der Kirche bezieht sich auf die Namenspatrone der früh verstorbenen Kinder Woyniłłowiczs.
Zu kommunistischen Zeiten diente das markante Gebäude als Kino. Nachdem die katholische Gemeinde die Kirche 1990 wieder übernommen hatte, wurde diese schnell in ihren ursprünglichen Zustand zurückversetzt.

Bei Demonstrationen für einen Rücktritt von Staatspräsident Aljaksandr Lukaschenka wurden in der Kirche am 26. August 2020 zeitweise etwa 100 Menschen von der belarussischen Polizei OMON eingesperrt. Nach einem Feueralarm am 26. September 2022 verordneten die Staatsbehörden unter Berufung auf Sicherheitsgründe eine Schließung der Kirche, wenige Tage später kündigte der Staat den Nutzungsvertrag für die Kirche.